# Referèndum sobre la Llei d'Assegurances de Letònia de 1934
El Referèndum sobre la Llei d'Assegurances de Letònia de 1934 va tenir lloc a Letònia el 24 i 25 de febrer de 1931.
El referèndum va ser iniciat pel Partit Socialdemòcrata Obrer Letó i els seus seguidors i es va sol·licitar als votants si aprovaven la llei «Sobre Ajuts en casos de vellesa, discapacitat i desocupació», més comunament coneguda com la Llei d'Assegurances. La llei proporcionaria protecció social per a les persones grans, discapacitats i desocupats. Encara que va ser aprovada per un ampli marge del vots emitis, la participació electoral va ser inferior al llindar necessari i la llei no va ser aprovada pel Saeima.